# Пятьдесят франков «Церера»
Пятьдесят франков Церера — французская банкнота, эскиз которой утверждён 15 ноября 1934 года и выпускалась Банком Франции с 15 марта 1935 года до замены на банкноту пятьдесят франков Жак Кёр.

## История
Банкнота относится к серии многоцветных банкнот, основной темой которых являются мифологические и аллегорические сюжеты. Она также называется «Тип 1933 года». Банкнота печаталась с ноября 1934 по май 1940 года. Выпущена в обращение 15 марта 1935 года. Начало изъятия банкноты из обращения 16 декабря 1943 вплоть до прекращения статуса законного платёжного средства с 4 июня 1945.

## Описание
Авторами банкноты стали художник Клемент Серво и гравёр Эрнест Пьер Делош (1861-1950). Доминирующими цветами являются оранжевый и коричневый. На аверсе изображены: слева богиня Церера увенчанная лаврами и колосьями пшеницы и травы, справа статуя женщины взгляд которой обращён на Версальский парк. На реверсе: справа расположен Меркурий, облаченный в синюю одежду, держащий в руках жезл, украшенный колосьями пшеницы. Слева расположен рог изобилия, являющийся одним из атрибутов Фортуны. Водяной знак представляет собой голову богини Цереры в профиль, на которой надет венок из плодов. Размеры банкноты 155 мм х 90 мм.